# جالما كامبوس
جالما برومه مانويل أبيل كامبوس (بالبرتغالية: Djalma Braume Manuel Abel Campos‏) وهو لاعب كُرَة قَدَم أنغولي في مركز الهجوم ولد في يوم 30 مايو 1987 في مدينة لواندا في أنغولا وهو يلعب حالياً مع نادي كونياسبور وسبق له اللعب مع نادي قاسم باشا ولعب مع نادي بورتو ونادي ماريتيمو ونادي ألفيركا ونادي بونتينها ونادي لوريس ولعب أيضاً مع منتخب أنغولا لكرة القدم ويبلغ طوله 176 سم.

## روابط خارجية
- جالما كامبوس على موقع الاتحاد الدولي (مؤرشف)  (الإنجليزية)
- جالما كامبوس على موقع اتحاد تركيا (لاعب) (الإنجليزية)
- جالما كامبوس على موقع قاعدة بيانات كرة القدم.إي يو (الإنجليزية)
- جالما كامبوس على موقع ناشيونال فوتبول تيمز (الإنجليزية)
- جالما كامبوس على موقع Soccerway.com (الإنجليزية)
- جالما كامبوس على موقع عالم كرة القدم.نت (الإنجليزية)
- جالما كامبوس على موقع AS.com (الإسبانية)